# Windows 7
Windows 7 és la sisena versió de Microsoft Windows, una sèrie de sistemes operatius produïts per Microsoft per usar en ordinadors personals, per ús domèstic i petit negoci, ordinadors portàtils, notebooks, Tablet PC i PCs Media Center. El Windows 7 va ser alliberat a la indústria el 22 de juliol de 2009, i va sortir a la venda el 22 d'octubre de 2009, menys de tres anys des del llançament del seu predecessor, Windows Vista. La versió Windows 7 servidor, Windows Server 2008 R2, va ser llançada alhora. El paquet d'interfície en català va ser publicat uns dies més tard, el 28 d'octubre del 2009, tot i que la intenció inicial de Microsoft era publicar-lo el mateix dia de llançament. Tot i això, el Windows 7 és la versió que més ràpidament ha estat disponible en català. Per primera vegada en un Windows, el Windows 7 permet l'ús del català en el reconeixement d'escriptura a mà.
A diferència del seu predecessor, que introdueix un gran nombre de noves característiques, el Windows 7 se centra en el Windows, amb l'objectiu de ser totalment compatible amb les aplicacions i maquinari de les que Windows Vista ja és compatible.
Les presentacions fetes per Microsoft el 2008 es varen centrar en el fet de la preparació per utilitzar-se amb pantalles tàctils, el redisseny del Shell de Windows amb una barra de tasques noves, un sistema de xarxes per a la llar anomenat HomeGroup, i el rendiment. Algunes aplicacions que s'havien inclòs amb les versions anteriors de Microsoft Windows, incloent Windows Calendar, Windows Mail, Windows Movie Maker, i Galeria fotogràfica de Windows, no s'inclouen a Windows 7, alguns són oferts gratuïtament per separat com a part del Windows Live Essentials suite.
El març del 2014 un 48,77% dels ordinadors funcionava amb aquest sistema operatiu, sent més popular del món, segons dades de l'empresa d'anàlisi de l'ús de la tecnologia a internet Net Applications.

## Desenvolupament
Originalment, una nova versió del Windows (nom en clau Blackcomb) es va plantejar com el successor del Windows XP (nom en clau de Whistler) i el Windows Server 2003. Les principals característiques incloïen un millora en la cerca i consulta de dades utilitzant un sistema d'emmagatzematge d'avançat anomenat WinFS. El 2003 es va anunciar que sortiria una petita versió anomenada "Longhorn", la qual retardà el desenvolupament del Blackcomb.
A mitjans de 2003, però, el Longhorn havia adquirit algunes de les característiques originalment destinades al Blackcomb. Després que 2003 sorgissin els tres majors virus que han utilitzat fallades en els sistemes operatius Windows, Microsoft canvià les seves prioritats de desenvolupament, posant en pausa algunes de les principals feines de desenvolupament del Longhorn mentre es desenvolupava un nou service pack per a Windows XP i Windows Server 2003. El desenvolupament del Longhorn es va retardar fins a l'agost de 2004 a més de retallar bona part del desenvolupament.
Microsoft va canviar el nom del Blackcomb a Viena a principis de 2006, i una altra a Windows 7 al 2007. El 2008, es va anunciar que Windows 7 podria ser el nom oficial del sistema operatiu.
El primer llançament va ser el gener del 2008 amb la Milestone 1, build 6519. Al PDC 2008, Microsoft va mostrar el Windows 7 amb la seva nova barra de tasques. Al final de la conferència es varen distribuir còpies del Windows 7 build 6.801 però amb la barra de tasques renovada desactivada.
El 27 de desembre de 2008, la Windows 7 Beta es va filtrar a Internet a través de BitTorrent. Segons un assaig de rendiment de la ZDNet, El Windows 7 Beta supera al Windows XP i al Vista en diversos punts importants, incloent-hi el temps d'arrencada i apagat i el treball amb fitxers, com ara la càrrega dels documents. Altres punts no van superar l'XP, activitats de referència en una oficina normal i edició de vídeo, que segueixen sent idèntics al Vista i més lentes que amb l'XP.
El 7 de gener de 2009, la versió de 64 bits de la Beta de Windows 7 (build 7000) es va filtrar a la web, amb alguns torrents infectats amb un troià.
A la CES 2009, el CEO de Microsoft Steve Ballmer va anunciar que la Beta de Windows 7, la Build 7000, estaria posada a disposició per a la seva descàrrega pels subscriptors de MSDN i TechNet en el format d'una imatge ISO. La Beta havia publicar-se el 9 de gener del 2009, i Microsoft inicialment preveié que se la descarregarien un màxim de 2.5 milions de persones.
No obstant això, l'accés a la descàrrega s'ha endarrerí a causa de la superació de previsions. El límit de període de descàrrega també s'ha amplià, inicialment fins al 24 de gener, després altra volta fins a 10 de febrer.
Les persones que no havien completat la descàrrega de la beta tenien dos dies més per completar la descàrrega. Després del 12 de febrer les descàrregues sense acabar no es permeteren completar.
Els usuaris encara podien obtenir les claus de producte de Microsoft per a activar la seva còpia de Windows 7 Beta, que va expirar l'1 d'agost de 2009.
La release candidate, Build 7100, va estar disponible per als subscriptors de MSDN i TechNet i participants en el programa Connect des del 30 d'abril i es van posar a disposició del públic en general el 5 de maig de 2009.
També es filtrà a Internet a través de BitTorrent. El release candidate estigué disponible en cinc idiomes i expirà l'1 de juny de 2010, amb parades cada dues hores a partir d'1 de març de 2010. Microsoft posà a la venda el Windows 7 al públic en general el 22 d'octubre de 2009.
Microsoft va llançar Windows 7 final per subscriptors de MSDN i Technet el 6 d'agost de 2009, a les 10:00 PDT. Microsoft va llençar el Windows 7, juntament amb Windows Server 2008 R2 per la indústria el 22 de juliol de 2009. Windows 7 RTM és la build 7600,16385, que es va elaborar el 13 de juliol de 2009, el qual va ser declarat al final RTM build després de passar totes les proves internes de Microsoft. "El llançament de Windows 7 ha superat totes les expectatives, passant per davant de Harry Potter i les relíquies de la Mortcom el més gran en xifres brutes de productes comprats per encàrrec de tots els temps, i la demanda continua sent molt alta", va afirmar el director gerent Brian McBride, Amazon Regne Unit el 22 d'octubre"

### Objectius
Bill Gates, en una entrevista amb Newsweek, va suggerir que aquesta versió de Windows "estaria més centrada a l'usuari". Gates va dir més tard que el Windows 7 se centraria en millores de rendiment. Steven Sinofsky va donar-ne més detalls, explicant que en l'enginyeria per a Windows 7 l'empresa estava utilitzant diversos nous instruments de seguiment per mesurar el rendiment de moltes àrees del sistema operatiu de forma permanent, per ajudar a localitzar les rutes de codi ineficient i per evitar regressions de rendiment.
El Vicepresident Bill Veghte va indicar que els usuaris del Windows Vista que migressin al Windows 7 no trobarien cap al tipus de problemes de compatibilitat de dispositius a diferència del que es van trobar amb la migració del Windows XP. El CEO de Microsoft Steve Ballmer parlant del Windows 7,el 16 d'octubre de 2008, va confirmar la compatibilitat entre el Vista i el Windows 7, el qual indica que el Windows 7 serà una versió millorada del Windows Vista.

## Característiques

### Característiques noves i modificades

El nou Action Center, el qual reemplaça el Windows Security Center

Windows 7 inclou una sèrie de noves característiques, com ara els avenços en tàctil i reconeixement d'escriptura, el suport als discs durs virtuals, un millor rendiment en processadors de múltiples nuclis,
millora del rendiment de boot (arrencada), DirectAccess, i del kernel.
Windows 7 afegeix compatibilitat per als sistemes que utilitzen múltiples targetes de gràfics heterogènies de diferents proveïdors (Heterogeneous Multi-adapter), una nova versió de Windows Media Center,
un Gadget per a Windows Media Center, millora de les característiques media, el XPS Essentials Pack i el Windows PowerShell estan inclosos, i una Calculadora redissenyada amb possibilitats de multilineal que inclou els modos Programació i Estadística 
juntament amb els modes de conversió d'unitats. Molts elements nous s'han afegit al Tauler de control, incloent ClearType, calibratge del color de la pantalla, Gadgets, Recovery, solució de problemes, Workspaces Center, ubicació i altres sensors, Administrador de credencials, els dispositius biomètrics, icones del sistema, i la pantalla. El Windows Security Center ha estat reanomenat a Windows Action Center (Windows Health Center i Windows Solution Center en prèvies builds), que abasta tant la seguretat i el manteniment de l'orinador.
El valor per defecte per al compte de l'usuari de control del Windows 7 ha estat criticat per permetre que software poc fiable sigui executat amb privilegis elevats utilitzant una aplicació de confiança. l'enginyer del nucli de Microsoft Windows Mark Russinovich reconeix el problema, però va assenyalar que hi ha altres vulnerabilitats que no es basen en la nova configuració. Windows 7 també és compatible amb Mac com la visualització d'imatges RAW a través de l'addició de descodificadors d'imatge WIC-enabled, que permetem a miniatures RAW de les imatges, i mostrar una vista prèvia de metadades a l'Explorador de Windows, a més de visionar la mida i presentacions de diapositives al Windows Photo Viewer i Windows Media Center.
La barra de tasques és un dels elements visuals que ha sofert més canvis, la barra de dreceres ràpides ha estat canviada per aplicacions ancorades a la barra de tasques. Els botons de les aplicacions ancorades estan integrades amb els botons de les tasques. Aquests botons tenen habilitats la característica llista de salts que permet un accés fàcil a les tasques més counes.
La nova barra de tasques també permet reordenar els botons de tasques. A la dreta del rellotge del sistema hi ha un petit rectangle transparent que serveix per Mostrar escriptori. Aquest botó és part de la nova característica del Windows 7 anomenada Aero Peek. Passant el cursor sobre aquest botó fa que totes les finestres actives es tornin transparent per fer una ullada a l'escriptori. En pantalles o dispositius tàctils (tablet PCs, etc.), aquest botó és una mica més ample perquè es pugui prémer amb el dit. Clicant aquest botó minimitza totes les finestres i clicant una segons vegada les restaura totes. A més a més hi ha una nova funció anomenada Aero Snap, que automàticament maximitza la finestra quan és arrossegada a les puntes de dalt a la dreta/esquerra de la pantalla. Això també permet als usuaris alinear documents o fitxers a parts de la pantalla i comparar-los. Quan un usuari mou les finestres que estan maximitzades, el sistema les restaura el seu estat previ automàticament. A aquesta funcionalitat també pot ser executada amb tecles ràpides.
A diferència del Windows Vista, els marges de la finestra i la barra de tasques no es tornen opaques quan la finestra és maximitzada amb Windows Aero activat. En canvi, ells continuen transparents.

La barra de tasques del Windows 7

Per a desenvolupadors, Windows 7 inclou una nova xarxa API amb suport per construir serveis web basats en SOAP en codi nadiu (oposats als serveis web .NET-based WCF), noves característiques per reduir el temps d'instal·lació, reducció de les finestretes UAC, simplificació del desenvolupament de paquets d'instal·lació, i millorat el suport a la globalitzaxió amb uns nous API de serveis lingüístics extensos. A laWinHEC 2008 Microsoft ca anunciar que la profunditat de color de 30-bit i 48-bit serien suportats al Windows 7 l'àmplia gamma de colors scRGB (que amb l'HDMI 1.3 es poden convertir en sortida com a xvYCC). Les modalitats de vídeo suportades al Windows 7 són 16-bit sRGB, 24-bit sRGB, 30-bit sRGB, 30-bit amb gamma de color estesa per sRGB, i 48-bit scRGB. Microsoft també ha implementat millor suport per a discs sòlids, incloent la nova comanda TRIM, i el Windows 7 serà capaç d'identificar una unitat de disc sòlid únic. Microsoft també preveu donar suport per a USB 3.0 en una revisió posterior, encara que el suport no ha estat inclòs en la versió inicial a causa dels retards en la definició de l'estàndard.
El Piques a Internet, el Backgammon a Internet i les Dames a Internet, que havien estat trets al Windows Vista, han tornat a afegir-se al Windows 7. El Windows 7 inclou l'Internet Explorer 8 i el Windows Media Player 12. Els usuaris poden deshabilitar i treure més components del Windows que amb el Windows Vista. També els ho poden fer de programes com els següents: Internet Explorer, Windows Media Player, Windows Media Center, Windows Search, i la plataforma dels Windows Gadget. El Windows 7 inclou 13 ambients musicals, anomenats Afternoon, Calligraphy, Characters, Cityscape, Delta, Festival, Garden, Heritage, Landscape, Quirky, Raga, Savanna, i Sonata. Una nova versió del Virtual PC, Windows Virtual PC Beta està disponible pel Windows 7 Professional, Enterprise, i versions Ultimate. El qual permet diversos entorns de Windows, incloent el Windows XP Mode, per fer funcionar a la mateixa màquina, necessitant l'ús de Intel VT-x i AMD-V. El "Windows XP Mode" fa funcionar el Windows XP en una màquina virtual i redirigeix les aplicacions executades al Windows XP a l'escriptori del Windows 7 desktop. A més a més el Windows 7 permet muntar un disc dur virtual(VHD) com a unitat normal d'emmagatzemament de dades as a normal, i el i el gestor d'arrencada subministrat amb Windows 7 permet arrencar el sistema Windows des d'un VHD. ElProtocol d'Escriptori Remot (RDP) del Windows 7 també s'ha millorat per donar suport multimèdia en temps real d'aplicació, incloent la reproducció de vídeo i jocs 3D. Això vol dir que Direct X 10 es pot utilitzar en un entorn d'escriptori remot. El límit de tres aplicacions ha estat eliminat del Windows 7 Starter.

### Característiques eliminades
Nombroses característiques i certs programes que formaven part del Windows Vista ja no s'inclouen o s'han canviat, causant una petita disminució de la funcionalitat. Algunes característiques importants al Windows Vista s'han reemplaçat o eliminat al Windows 7, incloent el Menú Inici clàssic, Windows Ultimate Extras, InkBall, i el Windows Calendar. Quatre aplicacions incloses en el Windows Vista — Windows Photo Gallery, Windows Movie Maker, Windows Calendar i Windows Mail — no hi són al Windows 7, però estan disponibles per descarregar gratuïtament en un paquet anomenat Windows Live Essentials.

## Edicions

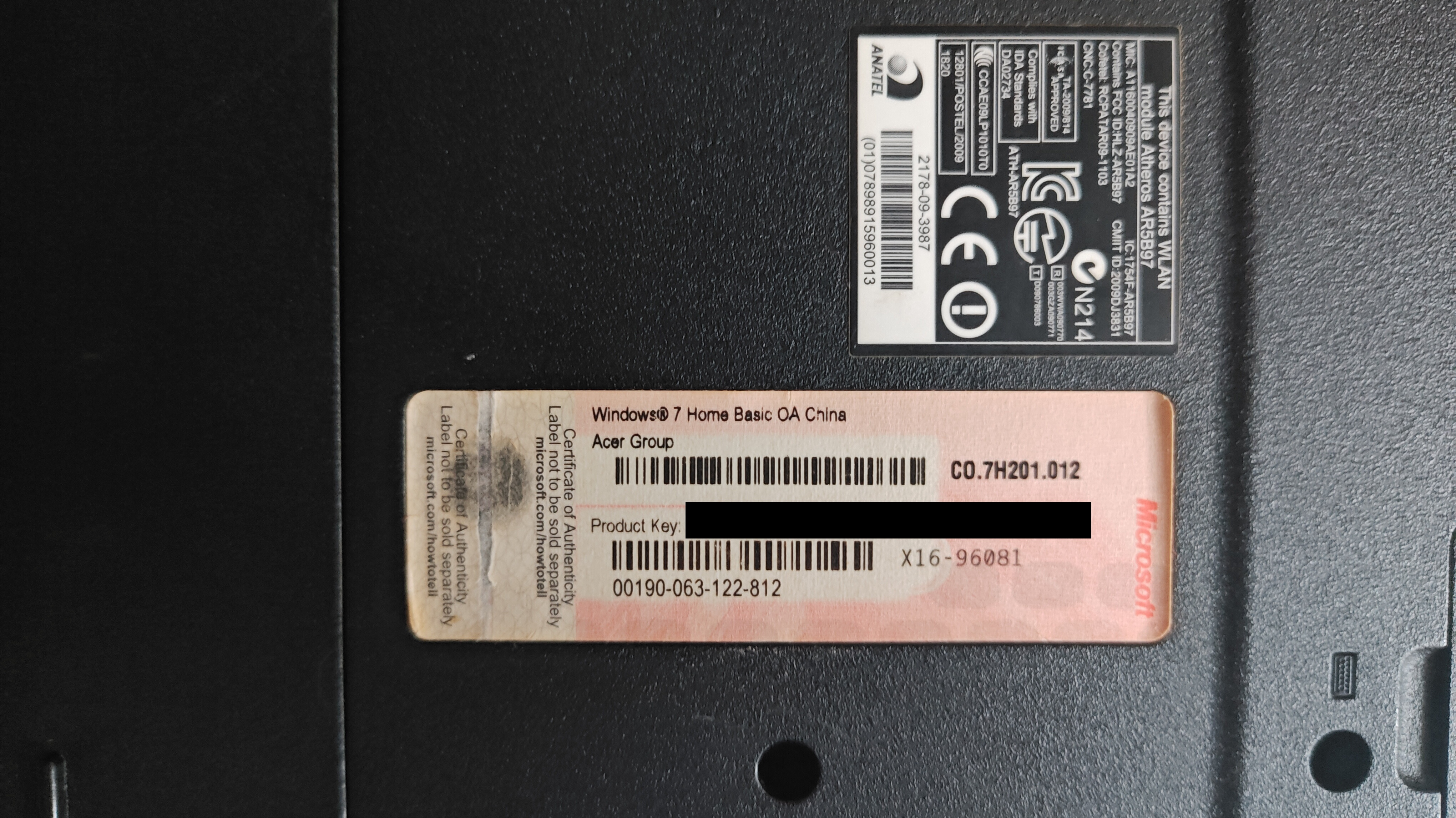
Una clau de producte per a la versió OEM d'Acer de Windows 7 Home Basic.

Windows 7 està disponible en sis edicions diferents, però només el Home Premium, Professional i Ultimate estan disponibles per a la venda al detall en la majoria dels països. A més, aquestes versions, tenen cadascuna una versió x64 (per equips actuals) i una altra versio x86 (per equips més antics). Això és per a millorar el rendiment segons l'ordinador utilitzat.
Les altres edicions es destinen a altres mercats, com el desenvolupament o les empreses. Cada edició de Windows 7 inclou totes les funcionalitats i característiques de l'edició sota d'ella.
Amb l'excepció de Windows 7 Starter, totes les edicions suporten les arquitectures de processador 32 bits (IA-32) i 64 bits (x86-64).
La instal·lació de Windows 7 és la mateixa per totes les versions de consum que tenen la mateixa arquitectura de processador, amb la llicència es determinen les característiques que s'activen, permeten que en cas que s'actualitzi la llicència des desbloquegin les característiques de la nova versió sense haver de reinstal·lar el sistema operatiu.
Els usuaris que desitgin actualitzar una edició de Windows 7, amb més característiques a continuació, pot utilitzar el Windows Anytime Upgrade per comprar l'actualització, i desbloquejar les característiques de les edicions.
Microsoft està oferint un paquet familiar de Windows 7 Home Premium (en determinats mercats) que permetrà la instal·lació a 3 equips. La "Family Pack" costarà 149,99 $ als Estats Units.
El 18 de setembre de 2009, Microsoft va dir que oferirien temporalment descomptes per a estudiants pel Windows 7. L'oferta està disponible als EUA i el Regne Unit, amb programes similars al Canadà, Austràlia, Corea, Mèxic, França i Alemanya. Els estudiants amb una adreça de correu electrònic vàlida .edu o. ac.uk pot demanar, o bé 7 Windows Vista Home Premium o Professional, a un preu de 30 $ o 30 £.

## Versió en català
Els plans inicials de Microsoft era publicar el paquet d'interfície de català del Windows 7 el mateix dia de llançament junt amb les 37 llengües restants. Tanmateix, el paquet no va estar disponible fins uns dies més tard, el 28 d'octubre del 2009.
La versió del paquet de català del Windows 7 presenta diversos avenços en relació als paquets del Windows XP o el Windows Vista. A diferència d'aquests, el paquet del Windows 7 es pot aplicar sobre totes les versions del Windows 7 de 32 bits (Starter, Home Basic, Home Premium, Professional, Enterprise i Ultimate). Tanmateix, Microsoft continua limitant de forma artificial l'aplicació del paquet de català i només es pot aplicar sobre versions en espanyol o francès. Igualment, la traducció és parcial, i només es mostren en català el text dels auxiliars, dels quadres de diàleg, dels menús i dels temes de l'ajuda i suport tècnic. La resta d'elements es mostren en la llengua base del Windows 7 (espanyol o francès).
Per primera vegada en un Windows, el Windows 7 permet l'ús del català en el reconeixement d'escriptura a mà, la qual cosa és especialment útil als Tablet PC d'entorns educatius.

## Requisits de maquinari
Microsoft ha publicat les especificacions mínimes per fer funcionar el Windows 7. Els requeriments per la versió de 32-bit són molt semblants a les recomanacions per la versió premium del Vista, però per les versions de 64-bit són superors. Microsoft ha llançat una actualització que escaneja si l'ordinador per comprovar si és compatible amb Windows 7.
| Arquitectura     | 32-bit                                                                           | 64-bit                                                                           |
| Processador      | Processador de 1 GHz 32-bit                                                      | Processador de 1 GHz 64-bit                                                      |
| Memòria(RAM)     | 1 GB de RAM                                                                      | 2 GB de RAM                                                                      |
| Targeta gràfica  | Processador de gràfics de DirectX 9 amb el model de driver WDDM 1.0 (Per a Aero) | Processador de gràfics de DirectX 9 amb el model de driver WDDM 1.0 (Per a Aero) |
| HDD Espai lliure | 16 GB d'espai lliure                                                             | 20 GB d'espai lliure                                                             |
| Unitat òptica    | Unitat DVD (només per instal·lar des de DVD/CD)                                  | Unitat DVD (només per instal·lar des de DVD/CD)                                  |

Requeriments addicionals per funcions concretes:
- BitLocker necessita una unitat flash en USB per usar BitLocker To Go.
- El mode Windows XP necessita 1 GB de RAM, addicional i 15 GB d'espai lliure al disc dur, i un processador compatible amb la virtualització de X86 i Intel VT o AMD-V habilitats.
- La versió Ultimate edition necessita un sintonitzador de TV per rebre i gravar TV usant Windows Media Center.